# مکمری
مکمری (به انگلیسی: Macmerry) یک روستا در بریتانیا است که در لوتیان شرقی واقع شده‌است. مکمری ۱٬۱۱۳ نفر جمعیت دارد.